# Dryopteris villosipes
Dryopteris villosipes là một loài dương xỉ trong họ Dryopteridaceae. Loài này được Gepp in Gibbs mô tả khoa học đầu tiên năm 1917.
Danh pháp khoa học của loài này chưa được làm sáng tỏ. 